# Cliftonville FC
Cliftonville FC (genannt The Reds) ist ein nordirischer Fußballverein in Belfast, der in der NIFL Premiership spielt.
Als Gründungsdatum gilt der 20. September 1879. Seit dem Jahr 1890 trägt der Cliftonville FC seine Spiele im Solitude-Stadion im Norden von Belfast aus. Obwohl die meisten aktiven Anhänger aus dem Großraum Belfast stammen, gibt es regen Kontakt zu diversen Fanclubs in ganz Europa, insbesondere zu den Anhängern des FC St. Pauli und des dänischen Vereins FC Kopenhagen.

## Geschichte

### 1879 bis 1969: Frühe Erfolge und Jahrzehnte der Erfolglosigkeit
Seine Geburtsstunde erlebte der Cliftonville FC am 20. September 1879, als eine Anzeige in der Lokalzeitung Newsletter um Beitrittswillige für den Cliftonville Association Football Club warb. Dieser Schritt ging vom Belfaster Geschäftsmann John McAlery aus, der im Jahr zuvor während seiner Flitterwochen in Edinburgh seine Begeisterung für den Fußball entdeckt hatte.
Nur eine Woche nachdem die Anzeige erschienen war, trug Cliftonville seine erste belegbare Begegnung gegen eine Auswahl von Rugbyspielern aus, die sich selbst Quidnunces nannte. Das Spiel fand am 29. September 1879 auf dem dritten Übungsplatz des Cliftonville Cricketklubs statt: Der neue Verein musste sich dort mit 1:2 geschlagen geben. Nicht besser sah es für den Cliftonville FC in der ersten Begegnung gegen den schottischen Fußballverein Caledonians aus, die mit einer 1:9-Blamage endete. Erst im dritten Anlauf konnte der Klub am 1. November 1879 den ersten Sieg der Vereinsgeschichte verbuchen: Der Gegner namens Knock wurde mit 3:1 geschlagen – ein Verein, der kurz zuvor ebenfalls unter Mitwirkung von John McAlery gegründet worden war.
Im Jahr 1880 war es wiederum John McAlery, der sich als Antriebskraft bei der Gründung des irischen Fußballverbands (Irish FA) hervortat. Die Gründungsversammlung des Verbandes fand am 18. November 1880 im Belfaster Queen's Hotel statt. Bei dieser Gelegenheit wurde die Austragung eines Pokalwettbewerbs, dem Irish Cup, beschlossen, dessen erste Runde am 10. Januar 1881 ausgetragen wurde. Das erste Finale des Irish Cup wurde am 9. April 1881 ausgespielt, in dem Cliftonville FC knapp mit 0:1 gegen Moyola Park unterlag. Schon 1883 war es dem Klub erstmals vergönnt, den Titel des Pokalsiegers mit einem 5:0-Sieg über Ulster für sich zu beanspruchen. Im Jahr 1888 folgte mit einem 2:1 über Distillery bereits der zweite Titel in der noch jungen Geschichte der Reds.
In weiterer Folge wurde die Aufnahme eines regulären Ligabetriebs mit der Gründung der Irish League am 14. März 1890 beschlossen, in welcher der Cliftonville FC eins von insgesamt acht Gründungsmitgliedern stellte. Cliftonville errang seinen ersten Meistertitel erst 16 Jahre später im Jahre 1906, allerdings ex aequo mit Distillery. Im selben Jahr der Ligagründung bezog der Verein nach einem Zusammenschluss mit dem YMCA schließlich eine permanente Spielstätte in direkter Nachbarschaft zum Cricket Club unweit der Cliftonville Road. Das auf einem zu dieser Zeit im Eigentum der Cliftonville Recreation Company Ltd stehenden Grund errichtete Solitude-Stadion ist bis zum heutigen Tag die Heimstätte des Cliftonville FC.
Im Jahre 1891 wurden erstmals zwei Partien im Solitude-Stadion unter elektrischer Beleuchtung ausgetragen, die quer über das Spielfeld gespannt war. Der Anstoß erfolgte jeweils um 20 Uhr; der Versuch wurde allerdings mit der Begründung abgebrochen, dass die Zuschauer Probleme gehabt hätten, dem Spiel zu folgen und „die Spieler als einzige mittendrin ihren Spaß gehabt hätten“. Im selben Jahr wurden schließlich auch Tornetze in der Solitude eingeführt.
Das Jahr 1897 konnte Cliftonville durch ein 3:1 im Finale gegen die Sherwood Foresters abermals den Pokalsieg erringen – ein Erfolg, der im darauffolgenden Jahrzehnt noch vier Mal gelang. Das Jahr 1910 bescherte der Cliftonville FC mit dem Gewinn der Meisterschaft nach 1906 schließlich noch einen weiteren Triumph in der Liga. Es sollte dann aber weitere 88 Jahre dauern, ehe der Cliftonville FC die Spitze der Irish League zum dritten Mal erklimmen durfte. Kurioserweise gab es im Irish Cup eine ähnliche Kluft, da auch in diesem Bewerb auf Cliftonville zwischen 1909 und 1979 äußerst magere Jahre warteten, obwohl man in den Jahren 1910 (0:1 gegen Distillery), 1927 (2:3 gegen Ards) und 1934 (0:4 gegen Linfield) immerhin jeweils noch das Finale erreichte. Auch in der Liga war die Ausbeute mehr als dürftig: Im Zeitraum zwischen 1937 und 1968 belegten die Reds insgesamt 22-mal den letzten Tabellenplatz, zwischen 1957 und 1968 sogar elfmal ununterbrochen in Folge. Und oft genug stand die Wiederaufnahme in die Irish League, welche damals noch einen nahezu geschlossenen Mitgliederkreis ohne Relegation aufwies, auf des Messers Schneide.

### 1970 bis 1979: Legendäre Jahre – John Platt und der Pokal
In den 1970er-Jahren begann für Cliftonville unter den Trainern Brian Halliday und Jackie Hutton schließlich die fast schon wundersame Wiederauferstehung des Vereins, die am 28. April 1979 mit dem Sieg des Irish Cup schließlich in einem längst legendären Triumph gipfelte. Bereits das Pokalendspiel neun Jahre zuvor sollte die jüngere Geschichte des Vereins maßgeblich beeinflussen, auch wenn den Reds hierbei keine aktive Rolle zugedacht war. Vielmehr kam es am 4. April 1970 während des im Solitude-Stadion ausgetragenen Cupfinals zwischen Linfield und Ballymena United zu schweren Ausschreitungen unter den Fans der beteiligten Vereine. Dies reichte der nordirischen Polizei schließlich als Grund aus, sämtliche Begegnungen des Linfield FC in der Solitude aus Sicherheitsgründen "bis auf weiteres" zu untersagen. Letztlich blieb die polizeiliche Verfügung nahezu 30 Jahre aufrecht und zwang den Cliftonville FC bis 1999 dazu, seine "Heimspiele" gegen Linfield in deren Windsor-Park-Stadion auszutragen.
In der zweiten Hälfte des Jahrzehnts baute Jackie Hutton um Schlüsselspieler wie Tony Bell und Marty Quinn, vor allem aber um den 1975 von Coleraine verpflichteten John Platt schließlich eine Mannschaft auf, welche im nordirischen Fußball nach langer Zeit wieder mithalten konnte. Hutton profitierte dabei allerdings auch von seinem Vorgänger Brian Halliday, der mit seiner Arbeit bereits das Fundament für den unerwarteten Aufschwung des Vereins gelegt hatte. Mit insgesamt 99 Toren in 188 Spielen für Cliftonville wurde insbesondere John Platt von den Fans schon im Laufe seiner Karriere zur Ikone erhoben. Noch heute gilt der Name Platt den allermeisten Fans als Inbegriff der Erfolgsära der 70er Jahre. Mit einem spektakulären Doppelschlag gegen Glenavon am 29. November 1975, seinem zehnten Auftritt im Cliftonville-Trikot, machte Platt erstmals von sich reden. Und kaum ein Jahr später war er bereits eine fixe Größe in der Irish League. So war es auch Platt gegen Ards im Oktober 1976 vorbehalten, den Gegner mit vier Treffern fast im Alleingang abzufertigen. Aus dem langjährigen „Prügelknaben“ der Irish League war mittlerweile wieder ein ernstzunehmender Gegner geworden, auch wenn dem Team um Jackie Hutton weiterhin kein größerer Titel vergönnt war. Doch auch das sollte sich bald ändern.
Der hart umkämpfte 4:3-Sieg in der ersten Runde des Irish Cup gegen Titelverteidiger Linfield im Januar 1979 markierte den Ausgangspunkt des bislang wohl legendärsten Jahres in der Klubgeschichte. Erneut war es ein in Hochform aufspielender John Platt, der mit seinen zwei Toren den Unterschied ausmachte und den Reds zu einem bis heute unvergesslichen Sieg verhalf. Da Cliftonville in der Liga mit dem Abstieg schon bald nichts mehr zu tun hatte, konnte Trainer Hutton den sportlichen Schwerpunkt guten Gewissens auf das Weiterkommen im Irish Cup legen und seine wichtigsten Spieler dafür schonen. Mit dem 3:2 gegen Coleraine erreichte man folgerichtig das Halbfinale, in welchem man am Saint Patrick’s Day 1979 im Oval-Stadion gegen Ards mit einem 2:2-Unentschieden ein Wiederholungsspiel erzwang. Hier erwies sich einmal mehr Platt als Matchwinner, da dessen Treffer per Strafstoß der einzige blieb und zum ersten Finaleinzug im Irish Cup seit 1934 reichte. In der allgemeinen Euphorie versprach Platt den Fans prompt, mindestens ein Endspieltor zu schießen; er sollte Wort halten.
Im Finale am 28. April 1979 im Windsor Park standen die Reds, an diesem Tag kurioserweise in blau und gelb spielend, dem Portadown FC gegenüber. Nachdem Platt zweimal nur den Pfosten getroffen hatte, war er schließlich zur Stelle, um per Kopf zum 1:1 auszugleichen. Nach der regulären Spielzeit stand es 2:2, als sich Platt in der Nachspielzeit quasi im letzten Spielzug vor dem Abpfiff plötzlich allein vor zwei Verteidigern wiederfand. Anstatt jedoch wie so oft zu vollenden, passte er den Ball zu Tony Bell, der unversehens zum vielumjubelten 3:2-Siegtreffer einschoss. Der erste Pokalsieg des Cliftonville FC seit 1909, der nur wenige Jahre zuvor noch völlig unvorstellbar erschien, krönte schließlich auch die mit 30 Toren erfolgreichste Saison in der Spielerkarriere des John Platt. Diese Trefferquote ist noch imposanter, da Platt fast die gesamte erste Saisonhälfte wegen eines Beinbruchs pausieren musste. Der Triumph von 1979 sollte der letzte Pokalerfolg der Reds bleiben, auch wenn sie in den Jahren 1997, 1999 und 2009 immerhin noch dreimal das Finale erreichen konnten.
Der zwar lang herbeigesehnte, aber letztlich doch unerwartete Erfolg im Irish Cup bescherte Cliftonville als Zugabe auch den ersten Auftritt in einem europäischen Wettbewerb: So traf man in der ersten Runde des Europapokals der Cupsieger auf den französischen Vertreter FC Nantes. Das Hinspiel am 19. September 1979, exakt einen Tag vor dem 100. Jahrestag der Vereinsgründung, ging nur knapp mit 0:1 verloren, doch im Rückspiel am 5. Oktober machte der französische Pokalsieger mit einem 7:0-Kantersieg den Klassenunterschied deutlich. Im Folgendmonat trat Jackie Hutton als Trainer zurück.
Auf Hutton folgte Jimmy Brown, der sich von der Last des Erfolges seines Vorgängers offenbar gleich damit zu befreien suchte, indem er nur kurz nach seinem Amtsantritt John Platt zum Coleraine FC abschob. Bereits im November 1979 folgte in der Liga das erste Wiedersehen mit Platt in Coleraine. Doch die Reds hatten mit den Bannsiders keine Mühe und fertigten sie mit 5:1 ab. Den Ehrentreffer für Coleraine schoss kein Geringerer als John Platt, der hierfür von den dankbaren Cliftonville-Fans umso frenetischer gefeiert wurde. Nach nur wenigen Monaten erwiderte Platt schließlich die Zuneigung der Red Army durch seine vorzeitigen Rückkehr an die Solitude. Durch einige Verletzungspausen wurde er von Brown zeitweise in die zentrale Defensive beordert, wo er sich trotz seiner einzigartigen Stürmerfähigkeiten ebenso mit Bravour bewährte.

### 1980 bis 1998: Der lange Weg zum dritten Meistertitel
Im Dezember 1980 erreichten die Reds das Finale im Gold Cup, wo der Erzrivale Linfield wartete. Obwohl Platt mit der Nummer fünf auflief, warf Brown kurz vor dem Anpfiff unerwartet die eigene Taktik über den Haufen und ließ Platt wieder vorneweg stürmen. Platt bedankte sich seinerseits mit dem zweiten Treffer für Cliftonville in einem auch sonst bemerkenswerten 3:1-Triumph gegen die verhassten Blues. Ein unglücklicher Zusammenprall mit dem ehemaligen Cliftonville-Mitstreiter Peter McCusker in einer Ligapartie gegen Ballymena United, bei dem er eine schwere Verletzung im Gesicht davontrug, setzte der Karriere von John Platt im Jahr 1981 schließlich ein abruptes Ende. Doch entgegen ärztlichen Anratens schnürte John Platt anlässlich des Jubiläumsspiels seines beim FC Middlesbrough und für Nordirland als Torhüter spielenden Bruders Jim Platt noch einmal seine Fußballschuhe für seinen letzten Auftritt in der Solitude. Trotz Verstärkung mit internationalen Stars wie Martin O’Neill und Gerry Armstrong gerieten die Reds gegen den englischen Erstligisten mit 1:2 rasch ins Hintertreffen. So lag es einmal mehr an John Platt, per Kopf mit seinem inoffiziellen 100. Treffer für Cliftonville das 2:2 und damit ein doch recht ehrenvolles Ergebnis gegen Middlesbrough herzustellen.
In den darauffolgenden Jahren versanken die Reds wieder in den Niederungen des nordirischen Fußballs und waren bis weit in die 90er Jahre hinein dem Abstieg oft näher als der Tabellenspitze. Auch wenn die schon verblasste Erinnerung an den Erfolg im Gold Cup von 1980 die Sehnsucht nach weiteren Erfolgen am Leben erhielt, mussten sich die Fans trotz diverser Achtungserfolge ihrer Mannschaft in den Pokalbewerben bis Mitte der 90er Jahre ein ums andere Mal mit der schmerzvollen Realität des frühzeitigen Scheiterns abfinden. So konnte Cliftonville unter Trainer Frankie Parkes 1993 etwa bis ins Halbfinale des Budweiser Cups gegen Ards vorstoßen, allerdings nur, um sich nach langer 2:0-Führung noch in der letzten Minute die sprichwörtliche Butter vom Brot nehmen zu lassen. Nach dem Rücktritt von Parkes übernahm sein Assistent Marty Quinn – zunächst nur interimistisch – das Traineramt, ehe er schließlich im Oktober 1994 offiziell als Cheftrainer der Reds bestätigt wurde. War John Platt noch der unbestrittene Held des Pokalerfolgs von 1979, der vielen Fans über die mageren Jahre des darauffolgenden Jahrzehnts hinweg half, so sollte Platts langjähriger Mannschaftskamerad Marty Quinn dem Verein in den 90er Jahren seinen Stempel aufdrücken.
Quinns Hauptaufgabe bestand von Beginn an darin, den Verein in der neu organisierten und kurz zuvor als "Irish Premier League" neu gegründeten Meisterschaft zu stabilisieren und tunlichst die Klasse zu halten. Von Titeln in der Liga oder anderen Bewerben vermochte keiner zu träumen, auch wenn der eher unbedeutende Kleinfeld-Titel in den "McEwan's Soccer Sixes" 1995 für viele Fans ein willkommenes Trostpflaster für die langen titellosen Jahren bot. Der schon in etwas größerem Rahmen eingefahrene Sieg im Finale des "Floodlit Cup" 1996 gegen Glentoran FC, wobei die Reds nach frühem Rückstand das Spiel noch zu ihren Gunsten zu einem 3:1-Erfolg drehen konnten, machte dagegen bereits Appetit auf mehr. Im Sommer desselben Jahres sorgte Quinn nach langer Abstinenz des Vereins von der europäischen Bühne mit dem Erreichen eines internationalen Bewerbs für den nächsten Höhepunkt. Da die Vorrunde des UEFA Intertoto Cup damals noch im Gruppenmodus ausgetragen wurde, hatte es Cliftonville in Gruppe 1 auch gleich mit mehreren klangvollen Namen von internationalem Format zu tun. Mit Gruppengegnern wie Standard Lüttich, Hapoel Haifa, dem VfB Stuttgart und Aalborg BK nahmen die Reds erwartetermaßen die Rolle des Außenseiters ein.
Einer glatten 3:0-Heimniederlage gegen den belgischen Vertreter aus Lüttich folgte in Israel ein achtbares 1:1-Unentschieden gegen Hapoel Haifa, bei welchem Shaun Strang für das erste Tor der Reds in einem internationalen Bewerb überhaupt sorgte, bevor mit dem deutschen Bundesligisten aus Stuttgart nach langer Zeit wieder eine echte europäische Größe in der Solitude empfangen wurde. Doch auch wenn der Sieg der Stuttgarter letztlich standesgemäß ausfiel, täuscht das nackte Ergebnis von 4:1 in der Höhe doch ein wenig darüber hinweg, dass die Reds mit einem fast aufopfernden Kampfgeist das Gastspiel des VfB Stuttgart in Belfast auf lange Strecken alles andere als zu einem Sonntagsspaziergang werden ließen. Im abschließenden Spiel gegen den dänischen Vertreter in Aalborg konnte Cliftonville den gegen die Deutschen geweckten Erwartungen jedoch nicht gerecht werden und schied mit einer 4:0-Niederlage sang- und klanglos aus dem Wettbewerb aus. Auch wenn der Ausflug in die Höhen des internationalen Fußballs absehbar kurz ausfiel, bekräftigten die Reds ihre steigenden Ambitionen auf nationaler Ebene, so dass nun auch Pokale und Titel endlich wieder in greifbare Nähe rückten. Gedämpft wurden die steigenden Erwartungen einzig noch durch den Umstand, dass die Reds in der Liga wie gehabt im unteren Drittel der Tabelle ein eher unspektakuläres Dasein fristeten.
Den Auftakt der Titelsammlung in der Ära Quinn bildete der „County Antrim Shield“ des Jahres 1997, wo die Reds im Finale auf Ballymena United trafen, zum damaligen Zeitpunkt Tabellenführer der First Division. Nachdem die Partie im ersten Anlauf aufgrund eines Flaschenwurfes in der zweiten Halbzeit beim Stand von 0:0 abgebrochen werden musste, setzte man am grünen Tisch schließlich eine Wiederholung des Finals an. Doch auch bei dieser Gelegenheit, nur wenige Wochen nach der ersten Begegnung, taten sich die Reds schwer, die Gegenwehr von Ballymena in der regulären Spielzeit zu brechen. Und wie schon in den ersten torlosen 90 Minuten konnte auch in der folgenden Verlängerung keine der Mannschaften einen Torerfolg verbuchen – Cliftonville musste, wie bereits im Viertelfinale gegen Glentoran, abermals die Entscheidung am Elfmeterpunkt suchen. Hier gab sich wiederum keine der beiden Mannschaften eine Blöße, so dass es nach beim Stand von 4:4 zu einem wahrhaften Showdown um den Antrim Shield kommen musste. Nachdem Tim McCann auch den fünften Strafstoß für Cliftonville sicher verwandelt hatte, übernahm nun Peter Murray, ironischerweise ein ehemaliger Cliftonville-Spieler, für Ballymena die zentnerschwere Last des letzten Elfmeterschützen und trat dem Schlussmann der Reds Paul Reece entgegen. Es kam wie es kommen musste: Der zuvor vom englischen Profiklub Grimsby Town zu den Reds gewechselte Reece tauchte instinktiv nach rechts und blockte so den halbhoch geschossenen Elfmeter von Murray erfolgreich ab. Cliftonville hatte nach 17 langen Jahren wieder einen prestigeträchtigen Titel errungen.
Die Situation in der Meisterschaft blieb weiterhin das Sorgenkind von Marty Quinn. Die Reds belegten zwei Spieltage vor Ende der Saison 1996/97 einen Punkt hinter dem Ards FC den achten und letzten Tabellenplatz und standen unter Zugzwang, um dem drohenden Relegationsspiel noch entgehen zu können. Es war klar, dass für die Reds im direkten Duell gegen Ards an diesem 12. April 1997 nur ein Sieg im Castlereagh Park zählte, wollte man die Saison nicht als Tabellenletzter beschließen. Nachdem die Partie mit Ablauf der regulären Spielzeit noch immer torlos war, hatten nicht wenige Fans schon bitter enttäuscht das Stadion verlassen, als Tim McCann in der vierten Minute der Nachspielzeit doch noch das Kunststück gelang, zum erlösenden 1:0 ins Tor zu treffen. Und so sicherten sich die Reds mit einem souveränen 2:0-Sieg über Glenavon zwei Wochen später in der Solitude verdientermaßen den Klassenerhalt.
Nach diesem versöhnlichen Saisonende hatte Cliftonville im Irish Cup Finale im Windsor Park nun sogar noch die Möglichkeit, der Spielzeit zusätzlich zum Erfolg im Antrim Shield ein weiteres Ausrufezeichen hinzuzufügen. Wie schon wenige Tage zuvor in der Liga hieß der Gegner abermals Glenavon. Nachdem im Halbfinale an gleicher Stelle bereits Loughgall mit 3:1 aus dem Weg geräumt werden konnte, hofften die zu tausenden in das Windsor Park Stadion strömenden Cliftonville-Fans sichtlich, dass ihr Verein nach erreichtem Klassenhalt erst recht befreit aufspielen würde, um den ersten großen Titel seit 1979 einzufahren. Doch der Optimismus der Red Army wurde nicht belohnt, und am Ende hielt Glenavon nach knappem 1:0-Sieg den Pokal in den Händen. Inmitten der anschließend um sich greifenden tiefen Enttäuschung ob dieser verpassten Gelegenheit verkündete Marty Quinn, dass seine Mannschaft aus dieser Niederlage nur gestärkt hervorgehen würde. Doch auch Quinn selbst hätte wohl zu diesem Zeitpunkt nicht einmal zu träumen gewagt, dass sich seine Kampfansage in der folgenden Saison mehr als nur bestätigen würde.
Knapp ein Jahr nachdem die Reds mit einem Sieg gegen Ards den Gang in die Abstiegsrelegation gerade noch vermieden hatten, fand sich die Mannschaft vor dem vorletzten Spieltag am 18. April 1998 plötzlich mit vier Punkten Abstand auf Verfolger Linfield in der Rolle des Spitzenreiters der Premier League wieder. Zwar war schon vorher klar, dass den Reds ein Unentschieden gegen Glentoran zum ersehnten Titel reichen würde, sollte Linfield beim Auswärtsspiel gegen Coleraine seinerseits Punkte lassen. Die Geschehnisse dieses Tages sorgten für einen Fußballkrimi der Extraklasse, auch bedingt durch den Umstand, dass die Partie Linfieds aus unerfindlichen Gründen erst eine Stunde später angepfiffen wurde. Obwohl Harry McCourts Treffer in der ersten Hälfte die Reds planmäßig in Führung brachte, machte Glentoran mit dem Ausgleich nach der Halbzeit den Titelambitionen Cliftonvilles zunächst noch einen Strich durch die Rechnung. Es blieb beim Unentschieden und die erhoffte Meisterfeier musste um mindestens eine weitere Stunde verschoben werden. In diesen qualvollen 60 Minuten waren die Fans dazu verdammt, die Geschehnisse in Coleraine hilflos via Radio mitzuverfolgen, während sich die Mannschaft einsam in der Kabine verschanzte, lediglich versorgt mit sporadischen Berichten von den Coleraine Showgrounds. Noch während die Fernsehkamera eines Lokalsenders exklusiv die zwischen Hoffnung und Verzweiflung schwankende Seelenlage der Spieler einfing, unterbrach der plötzlich anschwellende Jubel von den Rängen die eindringliche Stille in der Kabine. Linfield war nicht über ein torloses Remis gegen Coleraine herausgekommen und hatte den so lange geträumten Traum schließlich doch Wirklichkeit werden lassen: Cliftonville FC war zum ersten Mal seit 88 Jahren wieder Meister der Irish League.
Der Meistertitel ebnete Cliftonville die erstmalige Teilnahme an der Qualifikation zur Champions League, wo man auf den slowakischen Meister 1. FC Košice traf. Dass der Gegner eine Nummer zu groß für die Reds war, konnte man schon der deutlichen 1:5-Niederlage im Hinspiel in der Solitude entnehmen. So überraschte im zur Formalität gewordenen Rückspiel in der Ostslowakei auch keinen der Beteiligten, dass die Niederlage mit 0:8 noch um einiges höher ausfiel. Weit mehr Bedeutung als das absehbare Scheitern im europäischen Bewerb wurde dagegen der Rückkehr des Linfield FC in die Solitude am 21. November 1998 beigemessen, welche nach allen Maßstäben als historisch zu gelten hatte. Im Verlauf des Jahres 1998 war man auch innerhalb der Irish Football Association übereingekommen, dass das 27 Jahre früher willkürlich verhängte Spielverbot der Blues in der Solitude angesichts des fortschreitenden Friedensprozesses in Nordirland infolge des Karfreitagsabkommens nicht mehr aufrechtzuerhalten war. Die Begegnung, die mit 1500 Zuschauern auf reges Interesse von beiden Seiten stieß, wurde vorsichtshalber aber noch um 11 Uhr vormittags angesetzt und endete dank eines Last-Minute Treffers der Reds schließlich auch mit einem dem Anlass angemessenen 1:1-Unentschieden.

### 1999 bis heute: Zwischen Abstiegssorgen und europäischem Glanz
Die Verteidigung des Meistertitels geriet beinahe zum Fiasko, da Cliftonville in der Liga keinen Fuß auf den Boden bekam und sich am Ende sogar noch glücklich schätzen durfte, mit dem vorletzten Platz den direkten Abstieg in die First Division gerade noch vermieden zu haben. Die beiden mit der Platzierung einhergehenden und fast schon zur Gewohnheit werdenden Relegationsspiele gegen den Ards FC gewannen die Reds schließlich aber mit einem Gesamtscore von 5:2. Weitaus respektabler schlug sich die Mannschaft dagegen im Irish Cup, wo der hart erkämpfte Sieg im Wiederholungsspiel des Halbfinals gegen Linfield die Tiefschläge in der Liga mit einem Mal vergessen ließ. Am Ende einer völlig verkorksten Saison schien nun plötzlich der erste Pokalsieg seit 1979 zum Greifen nahe. Noch bevor aber die Fans den Traum vom weiteren großen Titel nur ein Jahr nach der Meisterschaft zu Ende träumen konnten, wurden sie vom Schicksal in Form des IFA-Exekutivkomitees mit voller Wucht aus selbigem gerissen. Quasi über Nacht stand der Verein im Mittelpunkt eines Skandals, nachdem Vorwürfe laut geworden waren, dass der von Marty Quinn gegen Linfield eingesetzte Spieler Simon Gribben einige Monate vorher bereits für seinen damaligen Verein Kilmore Rec im Pokal aufgelaufen und somit für Cliftonville nicht mehr spielberechtigt war. Nach tagelangem Ringen um die Austragung des Pokalfinales annullierte der Verband schließlich den Halbfinalsieg der Reds, verwarf jedoch gleichzeitig auch den verspätet erhobenen Einspruch Linfields, um in weiterer Folge den als Finalgegner vorgesehenen Portadown FC kampflos zum Pokalsieger zu küren.
Im Oktober 1999 erklärte Marty Quinn seinen Rücktritt als Trainer und verkündete gleichzeitig seinen Wechsel zum Coleraine FC. Sein Nachfolger Laurence Stitt, der zuvor als Trainer beim Amateurverein Chimney Corner fungiert hatte, war von Beginn mit dem harten Brot des Abstiegskampfs konfrontiert. Am Ende belegte Cliftonville vor Direktabsteiger Lisburn Distillery einmal mehr den Relegationsplatz, konnte sich aber im Mai 2000 wie schon im Jahr zuvor nach unfreiwilligem Nachsitzen erfolgreich gegen den Ards FC durchsetzen. Doch bereits in der Folgesaison zeigte Stitts Arbeit erste Früchte. Die Reds hielten sich diesmal tapfer im Mittelfeld der Liga und konnten sich am Ende der Saison 2000/2001 mit Platz 5 sogar noch einen Platz im UEFA Intertoto Cup sichern. Nach einer knappen 0:1-Niederlage im Hinspiel gegen den moldawischen Vertreter Tiligul Tiraspol waren die Reds vor dem Rückspiel in der Solitude mit der reellen Chance konfrontiert, erstmals in einem europäischen Wettbewerb in die nächste Runde einzuziehen. Doch obwohl sich die Mannschaft mit 1:0 nach der regulären Spielzeit noch in die Verlängerung retten konnte, brachten die Moldawier mit drei Treffern in der Verlängerung gegen die nach zwei Platzverweisen auf neun Spieler dezimierten Reds schließlich sämtliche europäischen Träume zum Platzen.
Nach kaum drei Jahren gab Laurence Stitt im Sommer 2002 seinen Trainerposten an die Cliftonville-Legende Marty Tabb ab, der ebenfalls drei Jahre früher nach den Relegationsspielen gegen Ards seine aktive Karriere für die Reds beendet hatte. Und auch wenn die Amtszeit Tabbs letztlich nur zwei Jahre währen sollte: Sein Amtsantritt wirkte sich im ersten Jahr zunächst noch positiv aus. In der Saison 2002/03 hielt er die Reds erfolgreich aus dem heißen Abstiegskampf heraus und eroberte im Herbst 2003 mit seinen Mannen sogar den Ligapokal. Nach diesem völlig überraschenden Titelgewinn folgte aber der Absturz in die Niederungen der zwischenzeitlich auf 16 Klubs vergrößerten Premier League. Und wie so oft gelang dem Cliftonville FC im Frühjahr 2004 der Klassenerhalt nur über den Umweg der Relegation. Hier hieß der Gegner zu Abwechslung Armagh City, wo man dank eines komfortablen 3:0-Auswärtssiegs im Hinspiel den akuten Abstiegsängsten schon frühzeitig entgegenwirkte, ehe die Reds eine Woche später mit einem locker heruntergespielten 1:1 die Angelegenheit erfolgreich zu Ende brachten. Nach dem Schlusspfiff verkündete Marty Tabb seinen Rücktritt, während die Red Army ebenfalls von Spielerlegende Mickey Donnelly Abschied nahm, der an diesem Tag zum 611. und letzten Mal im roten Trikot aufgelaufen war.
Anstelle von Tabb übernahm nun Liam Beckett, vormals Trainer von Ballymoney United und Moyola Park, das Ruder an der Solitude. Wie bei seinen beiden Vorgängern war die Amtszeit von Beckett nur kurz bemessen. Nach nur zwölf Monaten und einer durchwachsenen Saison, in der Cliftonville einmal mehr der unteren Tabellenhälfte die Treue hielt, machte Beckett für seinen Assistenten Eddie Patterson Platz. Obwohl Patterson zunächst nur interimistisch seinem ehemaligen Vorgesetzten nachfolgen sollte, wurde er am 11. Oktober 2005 schließlich offiziell in seinem Amt bestätigt. Und mit Patterson, einem ehemaligen Spieler und späteren Nachwuchstrainer der Reds, hielt tatsächlich ein frischer Wind in der Solitude Einzug. Bereits in Pattersons erster Saison ging der Verein mit einem hart erkämpften fünften Tabellenplatz nach langer Durststrecke wieder auf Tuchfühlung mit dem oberen Tabellendrittel. Im Spätsommer 2006 gelang den Reds wiederum der Einzug ins Finale des CIS Ligapokals, wo man sich allerdings Glentoran geschlagen geben musste. Die Red Army wurde für diese schmerzliche Niederlage nur wenige Monate später dank eines Doppelschlags von Mark Holland mit dem Sieg im Finale des Country Antrim Shield gegen Lisburn Distillery schließlich doch noch vollauf entschädigt. In derselben Spielzeit stieß Cliftonville im Frühjahr 2007 bis ins Halbfinale des Irish Cup vor, wo wieder einmal im Elfmeterschießen gegen Linfield Endstation war. Dennoch wurde Pattersons harte Arbeit am Ende mit einem 3. Platz in der Liga belohnt, welche der Mannschaft nicht nur einen Platz im zusammen mit dem irischen Verband ausgetragenen Setanta Cup, sondern nach 2001 auch wieder die Teilnahme am UEFA Intertoto Cup bescherte.
Mit einem Unentschieden im Hinspiel gegen den lettischen Verein FC Dinaburg, in welchem Kieran O’Connor gleich in seinem ersten Spiel für die Reds nach früher Führung der Gäste noch zum 1:1-Endstand ausgeglichen hatte, musste Cliftonville am 30. Juni 2007 im Celtnieks-Stadion in Daugavpils antreten. Mit dem Wissen, dass man für den ersten Aufstieg auf europäischer Ebene überhaupt mindestens ein Tor erzielen musste, gingen die Reds von Beginn an engagiert ans Werk. Schon in der sechsten Minute schoss Mark Holland zur Führung ein, die Cliftonville in weiterer Folge souverän über die Zeit brachte. Dieser wahrlich historische Sieg brachte der Red Army eine Reise nach Belgien ein, wo sich AA Gent jedoch als unüberwindbar erwies. Obwohl ein paar Unentwegte nach der 0:2-Niederlage in Gent noch die Chancen auf einen Durchmarsch in die 3. Runde witterten, ließen die Belgier im Rückspiel in der Solitude mit einem deutlichen 4:0-Sieg nichts mehr anbrennen. Die Saison 2007/2008 beendete Cliftonville nach enttäuschendem Finish erneut auf dem 3. Platz, obwohl die Mannschaft lange Zeit als aussichtsreichster Kandidat auf den Titel galt. Damit konnten sich die Reds zum ersten Mal in der Vereinsgeschichte einen Platz in der Qualifikationsrunde des UEFA-Pokals sichern. Hier scheiterte man an der deutlichen Übermacht des dänischen Vertreters FC Kopenhagen mit einem Gesamtscore von 0:11. Im Setanta Cup schlug sich Cliftonville nur unwesentlich besser. Nach zwei Niederlagen in den Rückspielen gegen Drogheda United und Cork City und lediglich einem 4:2-Auswärtssieg gegen Dungannon Swifts, dem ersten Sieg der Reds im Setanta Cup überhaupt, musste sich der Verein im Herbst 2008 als Gruppendritter schließlich von allen Aufstiegsambitionen verabschieden.
Deutlich erfolgreicher war der Verein im 130. Jahr seines Bestehens dagegen auf nationaler Ebene unterwegs. So gelang dem Cliftonville FC am 4. November 2008 im Windsor Park mit einem 2:1-Sieg gegen den Erzrivalen Linfield nach 2006 überraschend der erneute Gewinn des County Antrim Shields. Damit glückte den Reds auch die Revanche für eine deutliche 0:4-Niederlage in der Liga, die sie nur knapp eine Woche zuvor gegen Linfield einstecken mussten. Überschattet wurde das Antrim-Shield-Finale jedoch durch eine Attacke gegen Linfield-Spieler Conor Hagan, der kurz nach dem Schlusspfiff von einer aus der Cliftonville-Kurve gefeuerten Leuchtrakete am Rücken getroffen wurde. Der Spieler blieb jedoch unverletzt. Auch im Irish Cup schienen die Reds lange Zeit auf den Titel zuzusteuern, nachdem sie nach Siegen über die Top-Favoriten Glentoran (1:0, Viertelfinale) und Linfield (0:0 und 3:2, Halbfinale) überraschend das Finale erreichen konnten. Besonders das nach einem torlosen Unentschieden im ersten Aufeinandertreffen notwendig gewordene Wiederholungsspiel des Halbfinales gegen Linfield am 21. April 2009 wird den Reds wohl noch länger in Erinnerung bleiben. In einer dramatischen Schlussphase konnte Cliftonville das Spiel beim Stande von 1:2 noch durch zwei Tore in der Nachspielzeit drehen und damit den Titelverteidiger in allerletzter Sekunde aus dem Pokal werfen. Nach einer bitteren 0:1-Niederlage im Finale am 9. Mai 2009 gegen den Nord-Belfaster Lokalrivalen Crusaders musste man aber in Cliftonville den Traum vom ersten Pokalsieg nach exakt 30 Jahren schließlich begraben.
Trotz der unerwarteten Erfolge in den nationalen Pokalbewerben blieb die Mannschaft von Trainer Eddie Patterson in der Liga hinter den Erwartungen zurück. Und das, obwohl der Nord-Belfaster Verein die Auswahlkriterien für eine Teilnahme an der neu gegründeten und nunmehr auf zwölf Teilnehmer reduzierten IFA Premiership zuvor überraschend klar erfüllen konnte. Die Reds, die aufgrund der im Sommer 2008 in Angriff genommenen Sanierung des heimischen Solitude-Stadions quasi die komplette Hinrunde auf fremdem Platz antreten mussten, erwischten entsprechend einen klassischen Fehlstart, konnten im weiteren Saisonverlauf aber aufgrund ihrer Heimstärke auf eigenem Platz wieder einiges an Boden gutmachen. Am Ende erreichte Cliftonville bei der nach dem 33. Spieltag erfolgten Aufteilung der Liga sogar noch die Meisterrunde und beendete die Saison schließlich auf einem versöhnlichen sechsten Rang.
Als Höhepunkt des Jubiläumsjahres, welches das 130-jährige Bestehen des Vereins markiert, konnte Celtic Glasgow für ein Freundschaftsspiel am 13. Oktober 2009 in der Solitude gewonnen werden.

## Erfolge
- Irish League: 5
  - 1905/06 (zusammen mit Distillery), 1909/10, 1997/98, 2012/13, 2013/14
- Irish Cup: 9
  - 1882/83, 1887/88, 1896/97, 1899/00, 1900/01, 1906/07, 1908/09, 1978/79, 2023/24
- Ligapokal: 7
  - 2003/04, 2012/13, 2013/14, 2014/15, 2015/16, 2021/22, 2024/25
- Gold Cup: 3
  - 1923, 1933, 1980
- County Antrim Shield: 11
  - 1891/92, 1893/94, 1897/98, 1925/26, 1978/79, 1996/97, 2006/07, 2008/09, 2011/12, 2014/15, 2019/20
- Belfast Charities Cup: 10
  - 1884, 1886, 1887, 1888, 1889, 1897, 1906, 1908, 1909, 1924
- Alhambra Cup: 1
  - 1922
- Floodlit Cup: 1
  - 1996
- Soccer Sixes: 1
  - 1995
- Charity Shield: 2
  - 1998, 2014
- Steel & Sons Cup: 6
  - 1900, 1902, 1907, 1908, 1914, 1922

### Europapokalbilanz
| Saison  | Wettbewerb                    | Runde                  | Gegner              | Gesamt | Hin     | Rück          |
| ------- | ----------------------------- | ---------------------- | ------------------- | ------ | ------- | ------------- |
| 1979/80 | Europapokal der Pokalsieger   | 1. Runde               | FC Nantes           | 0:8    | 0:1 (H) | 0:7 (A)       |
| 1996    | UEFA Intertoto Cup            | Gruppenphase           | Standard Lüttich    | 0:3    | 0:3 (H) | 0:3 (H)       |
| 1996    | UEFA Intertoto Cup            | Gruppenphase           | Hapoel Haifa        | 1:1    | 1:1 (A) | 1:1 (A)       |
| 1996    | UEFA Intertoto Cup            | Gruppenphase           | VfB Stuttgart       | 1:4    | 1:4 (H) | 1:4 (H)       |
| 1996    | UEFA Intertoto Cup            | Gruppenphase           | Aalborg BK          | 0:4    | 0:4 (A) | 0:4 (A)       |
| 1998/99 | UEFA Champions League         | 1. Qualifikationsrunde | 1. FC Košice        | 01:13  | 1:5 (H) | 0:8 (A)       |
| 2001    | UEFA Intertoto Cup            | 1. Runde               | Tiligul Tiraspol    | 1:4    | 0:1 (A) | 1:3 n. V. (H) |
| 2007    | UEFA Intertoto Cup            | 1. Runde               | Dinaburg Daugavpils | 2:1    | 1:1 (H) | 1:0 (A)       |
| 2007    | UEFA Intertoto Cup            | 2. Runde               | KAA Gent            | 0:6    | 0:2 (A) | 0:4 (H)       |
| 2008/09 | UEFA-Pokal                    | 1. Qualifikationsrunde | FC Kopenhagen       | 00:11  | 0:4 (H) | 0:7 (A)       |
| 2010/11 | UEFA Europa League            | 2. Qualifikationsrunde | Cibalia Vinkovci    | 1:0    | 1:0 (H) | 0:0 (A)       |
| 2010/11 | UEFA Europa League            | 3. Qualifikationsrunde | ZSKA Sofia          | 1:5    | 0:3 (A) | 1:2 (H)       |
| 2011/12 | UEFA Europa League            | 1. Qualifikationsrunde | The New Saints FC   | 1:2    | 1:1 (A) | 0:1 (H)       |
| 2012/13 | UEFA Europa League            | 1. Qualifikationsrunde | Kalmar FF           | 1:4    | 1:0 (H) | 0:4 (A)       |
| 2013/14 | UEFA Champions League         | 2. Qualifikationsrunde | Celtic Glasgow      | 0:5    | 0:3 (H) | 0:2 (A)       |
| 2014/15 | UEFA Champions League         | 2. Qualifikationsrunde | Debreceni VSC       | 0:2    | 0:0 (H) | 0:2 (A)       |
| 2016/17 | UEFA Europa League            | 1. Qualifikationsrunde | FC Differdingen 03  | 3:1    | 1:1 (A) | 2:0 (H)       |
| 2016/17 | UEFA Europa League            | 2. Qualifikationsrunde | AEK Larnaka         | 2:5    | 2:3 (H) | 0:2 (A)       |
| 2018/19 | UEFA Europa League            | 1. Qualifikationsrunde | FC Nordsjælland     | 1:3    | 0:1 (H) | 1:2 (A)       |
| 2019/20 | UEFA Europa League            | Vorqualifikation       | Barry Town United   | 4:0    | 0:0 (A) | 4:0 (H)       |
| 2019/20 | UEFA Europa League            | 1. Qualifikationsrunde | FK Haugesund        | 1:6    | 0:1 (H) | 1:5 (A)       |
| 2022/23 | UEFA Europa Conference League | 1. Qualifikationsrunde | DAC Dunajská Streda | 1:5    | 1:2 (A) | 0:3 (H)       |
| 2024/25 | UEFA Conference League        | 2. Qualifikationsrunde | FK Auda             | 1:4    | 1:2 (A) | 0:2 (H)       |
| 2025/26 | UEFA Conference League        | 1. Qualifikationsrunde | St Joseph’s FC      | 4:5    | 2:2 (A) | 2:3 n. V. (H) |

Gesamtbilanz: 44 Spiele, 5 Siege, 8 Unentschieden, 31 Niederlagen, 27:102 Tore (Tordifferenz −75)